# Velký rybník (přírodní rezervace)
Přírodní rezervace Velký rybník se nachází ve východní části okresu Děčín v katastru obce Rybniště v jihozápadní části Šluknovské pahorkatiny na severu České republiky. Rybník se rozkládá na horním toku potoka Lužničky, který se na německém území vlévá do Mandavy. Součástí přírodní rezervace je Velký rybník, dříve německy Bernsdorfer Teich, jenž je největší stojatou vodní plochou okresu Děčín o rozloze 35,8 ha a objemu 390 000 m³. K hrázi rybníka je přístup od vesnice Ladečka, spadající pod obec Horní Podluží. Samotný rybník se nachází 1,5 km severovýchodně od Rybniště.
Rybník při svých tazích hojně využívají ptáci, v důsledku čehož je ve zdejším chráněném ornitologickém území zakázáno koupání. V roce 1984 zde byla vyhlášena (a v roce 1995 plošně rozšířena) přírodní rezervace ve správě Ústeckého kraje. V roce 2007 byla dále rozšířena až na rozlohu 103,72 ha v katastrálních územích Rybniště a Krásná Lípa.
Přírodní rezervace byla vyhlášena k ochraně nejenom tažných ptáků a jiných živočichů, ale i mokřin na březích rybníka, v nichž se vyskytují chráněné rostliny. Z ohrožených ptáků zde lze vidět bukáčka malého, jeřába popelavého, orla mořského či moudivláčka lužního a potápku rudokrkou, která ve 2. polovině 70. let jinde v Čechách nehnízdila. Celkem zde byl zjištěn výskyt téměř 200 druhů ptáků. Velký rybník je zařazen do Evropsky významných lokalit dle nařízení vlády číslo 132/2005 Sb. a byl mu přidělen kód lokality CZ0420166. Přírodní rezervace se nachází v Ptačí oblasti Labské pískovce.
S blízkým rybníkem Světlík jej spojuje naučná stezka. Hráz a vodní plocha Velkého rybníka jsou majetkem akciové společnosti Teplárna Varnsdorf.

## Poloha a vymezení
Přírodní rezervace je součástí katastrálních území Rybniště a Krásná Lípa v okrese Děčín. Její nadmořská výška se pohybuje mezi 448 až 456 metry (samotný rybník je v nadmořské výšce 449 m n. m.). Lokalita se nachází severovýchodně od obce Rybniště a jihovýchodně od města Krásná Lípa. Patří k přírodní lesní oblasti číslo 20 (Lužické pahorkatině). Z geomorfologického pohledu je přírodní rezervace součástí Šluknovské pahorkatiny, podcelku Rumburská pahorkatina. V rámci klimatických poměrů patří k mírně teplým oblastem 2.

## Historie

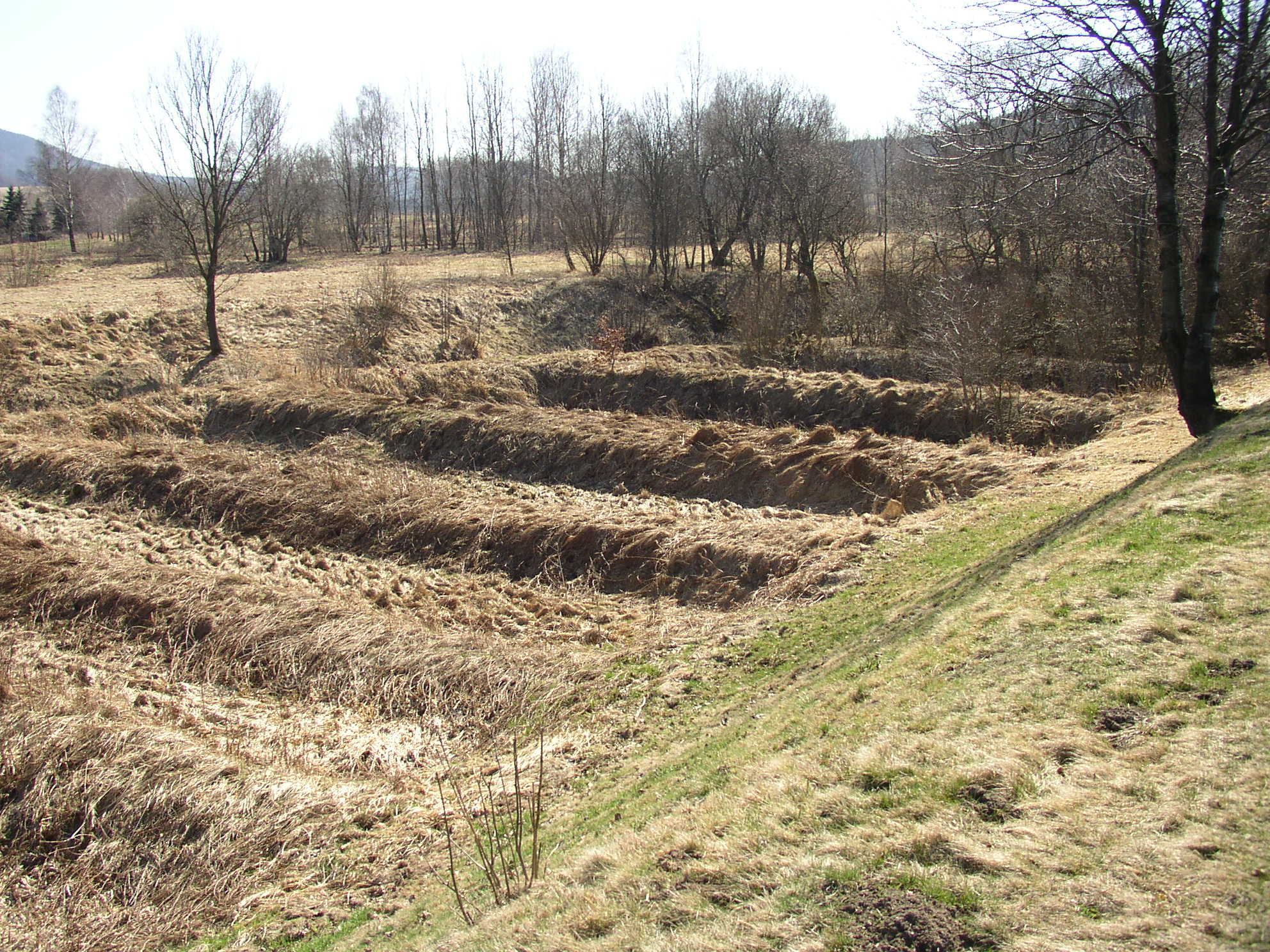
Bývalé plůdkové rybníčky pod hrází rybníka

První doloženou zmínku o rybníce lze nalézt na mapě saského zeměměřiče Georga Oedera z roku 1571, kde je rybník označen jako Pelmensdorffer Teich. Pelmensdorff je název pozdějšího Obergrundu, čili Horního Podluží. V listině z roku 1573 pojednávající o prodeji Šlejnického panství je rybník zmiňován jako Belmsdorfer Teich. Listina je uložena ve Státním oblastním archivu v Děčíně–Podmoklech. Rybník je dále zobrazen také na Müllerově mapě Čech z roku 1720.
V 19. století se v teplých zimách v rybníce těžil led pro potřeby jak českých, tak i saských měst. Dokumenty uvádějí těžbu ledu v letech 1884 a 1898. V 60. letech 20. století byl rybník částečně využíván jako kachní farma. Roku 1972 Státní rybářství rybník prodalo národnímu podniku Velveta Varnsdorf. Nicméně k rybářství sloužil i nadále a obhospodařovalo jej Státní rybářství v Chlumci nad Cidlinou. V roce 1994 došlo v přírodní rezervaci vlivem vysoké teploty vody v rybníce (okolo 29 °C) k hromadnému úhynu ryb. Kromě vysoké teploty vody bylo příčinou také snížení obsahu kyslíku ve vodě a spotřebování jeho zbytku mikroorganismy.
Velký rybník je zdrojem technologické vody pro podniky Velveta Varnsdorf a. s. a Teplárna Varnsdorf a. s. Je současně i mimopstruhovým revírem označeným „441 065 – Velký rybník“, jehož správu vykonává Český rybářský svaz, konkrétně jeho Severočeský územní svaz. V 90. letech 20. století bylo na rybníce povoleno provozování vodních sportů.
Zemědělské pozemky ve východní části rezervace byly v minulosti intenzivně obhospodařovány. Naopak v západní části jsou plochy silně zamokřeny, a tedy obtížně dostupné pro zemědělskou mechanizaci, což jejich zemědělské využívání znemožňuje. Využívaly se tak pro pastvu skotu. Jelikož však nedocházelo k jejímu řízení, ani ke kontrole pohybu pasoucí se zvěře, způsoboval skot eutrofizaci břehových mokřadních ploch s vysokým stupněm disturbance porostů ostřic (Carex sp.) a mochny bahenní (Potentilla palustris). Louky v okolí jižní části rezervace byly především koseny, nicméně v deštivých letech zde zůstávala posečená travní hmota ponechávaná v řádcích, což vedlo k degradaci a ruderalizaci luk.

## Přírodní poměry

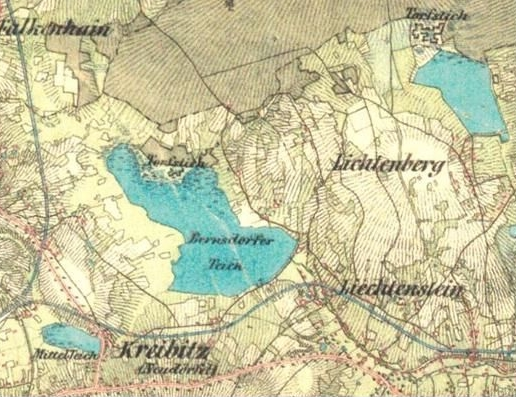
Okolí Velkého rybníka na mapě z druhé poloviny 19. století

Podloží přírodní rezervace je tvořeno horninami lužického žulového masivu zastoupeného středně zrnitým biotitickým granodioritem, původem pravděpodobně z proterozoika až ze spodního paleozoika. Půdy jsou rašeliništní a glejové, jílovitopísčité až jílovitohlinité, a na území rezervace se vyskytují i sprašové hlíny.

### Hydrologie
Na území přírodní rezervace se nachází rybník o rozloze 36,8 ha, s plochou povodí 10,5 km². Dlouhodobý průměrný roční úhrn srážek v povodí je 925 mm, přičemž dlouhodobý průměrný roční průtok je 130 l·s−1. Maximální výška hráze ze vzdušní strany je 4,3 metru, minimální šířka její koruny je též 4,3 m. Výška normální hladiny rybníka je 448,77 metrů nad mořem a délka hráze v koruně je 280 metrů. Teoretické zdržení vody v rybníce je 30 až 37 dní.

### Flóra

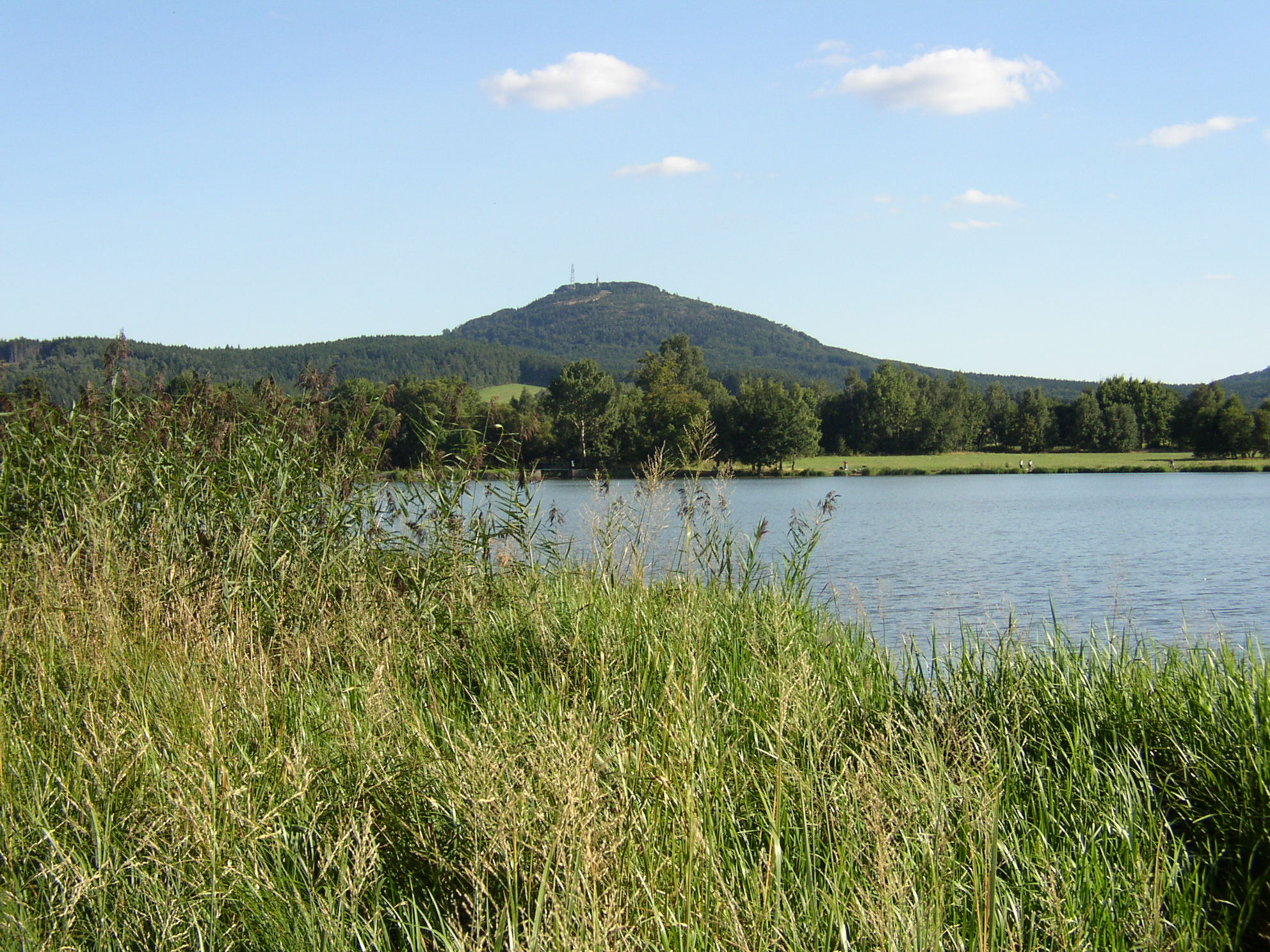
Velký rybník porosty ba březích, v pozadí Jedlová

Z hlediska vegetace se v přírodní rezervaci vyskytují ekosystémy na březích porosty rákosin a na ně navazující cenné podmáčené louky. Na loukách roste řada zvláště chráněných a mizejících druhů rostlin, jako je například prstnatec májový (Dactylorhiza majalis), vachta trojlistá (Menyanthes trifoliata), všivec lesní (Pedicularis sylvatica), starček potoční (Tephroseris crispa) nebo zábělník bahenní (Comarum palustre). V části lesních porostů neproběhla meliorace, a zachovaly se zde tak slatinné olšiny, které navazují na vodní plochy s výskytem kapradiníku bažinného (Thelypteris palustris), ostřice prodloužené (Carex elongata), kozlíku dvoudomého (Valeriana dioica) a dalších druhů rostlin. Je to jedna z přírodovědecky nejvýznamnějších lokalit regionu. V samotném rybníce roste z vodních makrofyt například bublinatka (Utricularia sp.).
Z fytoplanktonu se zde vyskytují druhy Microcystis, Anabaena, Aphanizomenon (mající zřetelně vyvinuté jehličkovité svazky vláken) a Volvox. Jejich celková biomasa je však malá.

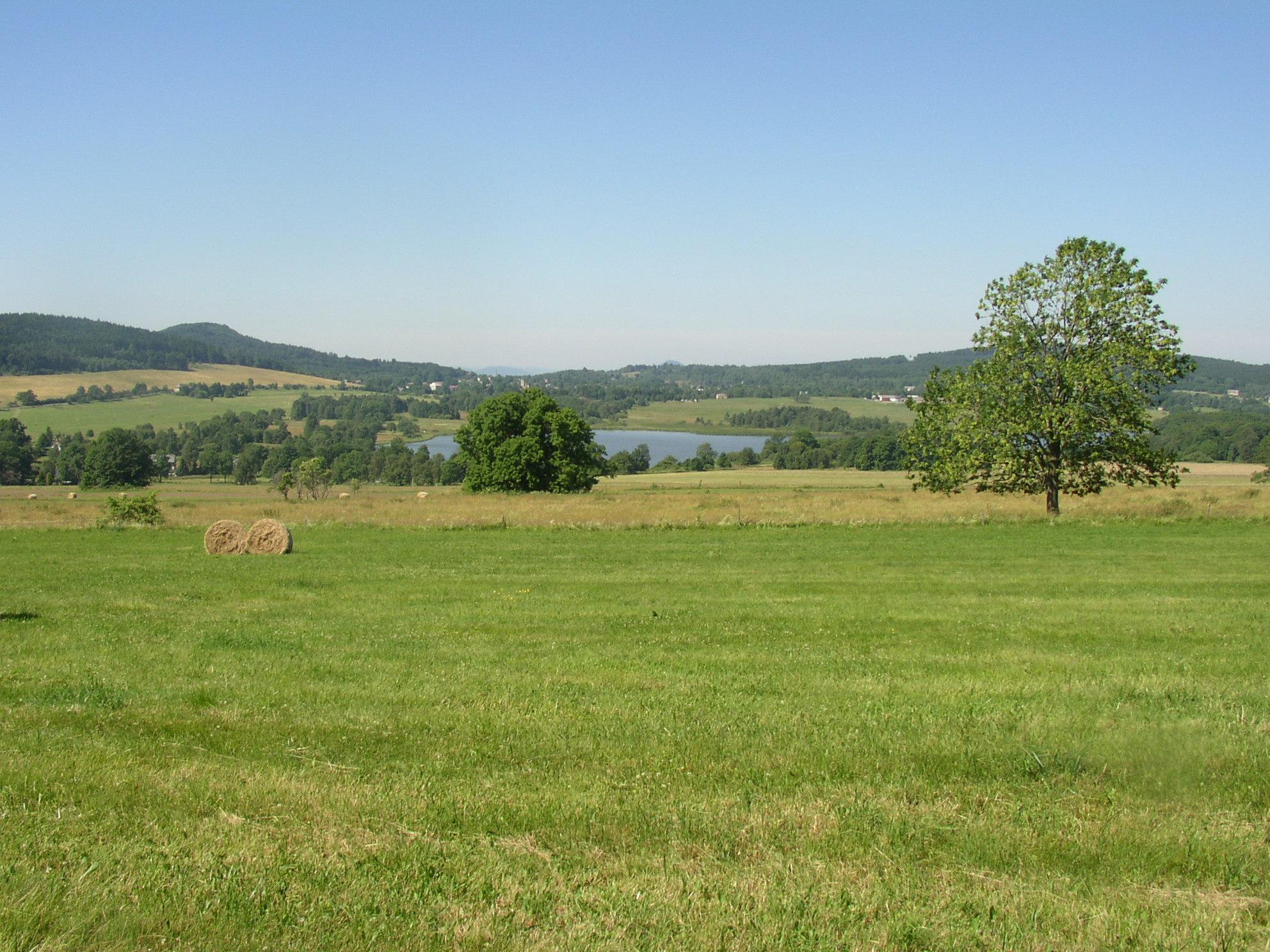
Velký rybník z Petružálkovy skalky

Průzkum vodních a mokřadních rostlin po celém obvodu rybníka byl proveden v srpnu 2009. Rybník je primárně oligotrofní a na jeho březích se vyskytuje například psineček psí (Agrostis canina), třtina šedavá (Calamagrostis canescens), ostřice zobánkatá (Carex rostrata) nebo suchopýr pochvatý (Eriophorum vaginatum). Rybník vlivem rybníkářského hospodaření (hnojení a krmení) přechází v eutrofní nádrž, vlivem čehož se zde vyskytuje například zblochan vodní (Glyceria maxima) a jiné rostliny. Nebyl ale zjištěn žádný výskyt ponořených ani plovoucích vodních rostlin, což je důsledek relativně husté rybí obsádky a malé průhlednosti vody. Případné částečné letnění rybníka by tak bylo velmi vhodné.
Z dřevin byly při průzkumu v srpnu 2009 zaznamenány javor klen (Acer pseudoplatanus), olše lepkavá (Alnus glutinosa), bříza bělokorá (Betula pendula), krušina olšová (Frangula alnus), jasan ztepilý (Fraxinus excelsior), střemcha hroznatá (Padus racemosa), dub letní (Quercus robur), vrba jíva (Salix caprea), vrba popelavá (S. cinerea), vrba křehká (S. fragilis), vrba pětimužná (S. pentandra), vrba košíkářská (S. viminalis) a jeřáb ptačí (Sorbus aucuparia).
Průzkum provedený v roce 2009 zaznamenal z bylin řebříček bertrám (Achillea ptarmica), puškvorec obecný (Acorus calamus), psineček psí (Agrostis canina), psineček výběžkatý (A. stolonifera), žabník jitrocelový (Alisma plantago-aquatica), křen selský (Armoracia rusticana), dvouzubec černoplodý (Bidens frondosa), dvouzubec paprsčitý (B. radiata) i trojdílný (B. tripartita), dále třtinu šedavou (Calamagrostis canescens), hvězdoše mnohotvarého (Callitriche cophocarpa), blatouch bahenní (Caltha palustris), opletníka plotního (Calystegia sepium), ostřici štíhlou (Carex acuta), šedavou (C. canescens), zobánkatou (C. rostrata) a měchýřkatou (C. vesicaria). Dále se zde vyskytuje pcháč bahenní (Cirsium palustre), zábělník bahenní (Comarum palustre), metlice trsnatá (Deschampsia cespitosa), kapraď osténkatá (Dryopteris carthusiana), vrbovka úzkolistá (Epilobium angustifolium), vrbovka žláznatá (E. ciliatum), vrbovka chlupatá (E. hirsutum), zblochan vzplývavý (Glyceria fluitans), zblochan vodní (G. maxima), protěž bažinná (Gnaphalium uliginosum), sítina článkovaná (Juncus articulatus), sítina žabí (J. bufonius), sítina cibulkatá (J. bulbosus), sítina smáčknutá (J. compressus), sítina niťovitá (J. filiformis), okřehek menší (Lemna minor), štírovník růžkatý (Lotus corniculatus), karbinec evropský (Lycopus europaeus), vrbina obecná (Lysimachia vulgaris), vachta trojlistá (Menyanthes trifoliata), pomněnka bahenní (Myosotis palustris), kalužník šruchový (Peplis portula), rdesno obojživelné (Persicaria amphibia), smldník bahenní (Peucedanum palustre), chrastice rákosovitá (Phalaris arundinacea), rákos obecný (Phragmites australis), rdesno hadí kořen (Polygonum bistorta), mochna nátržník (Potentilla erecta), lakušník vodní (Ranunculus aquatilis), pryskyřník plamének (R. flammula), pryskyřník plazivý (R. repens), pryskyřník lítý (R. sceleratus), šišák vroubkovaný (Scutellaria galericulata), starček Fuchsův (Senecio ovatus), lilek potměchuť (Solanum dulcamara), čertkus luční (Succisa pratensis), orobinec širokolistý (Typha latifolia), kopřiva dvoudomá (Urtica dioica) a také bublinatka jižní (Utricularia australis).

### Fauna

#### Bezobratlí

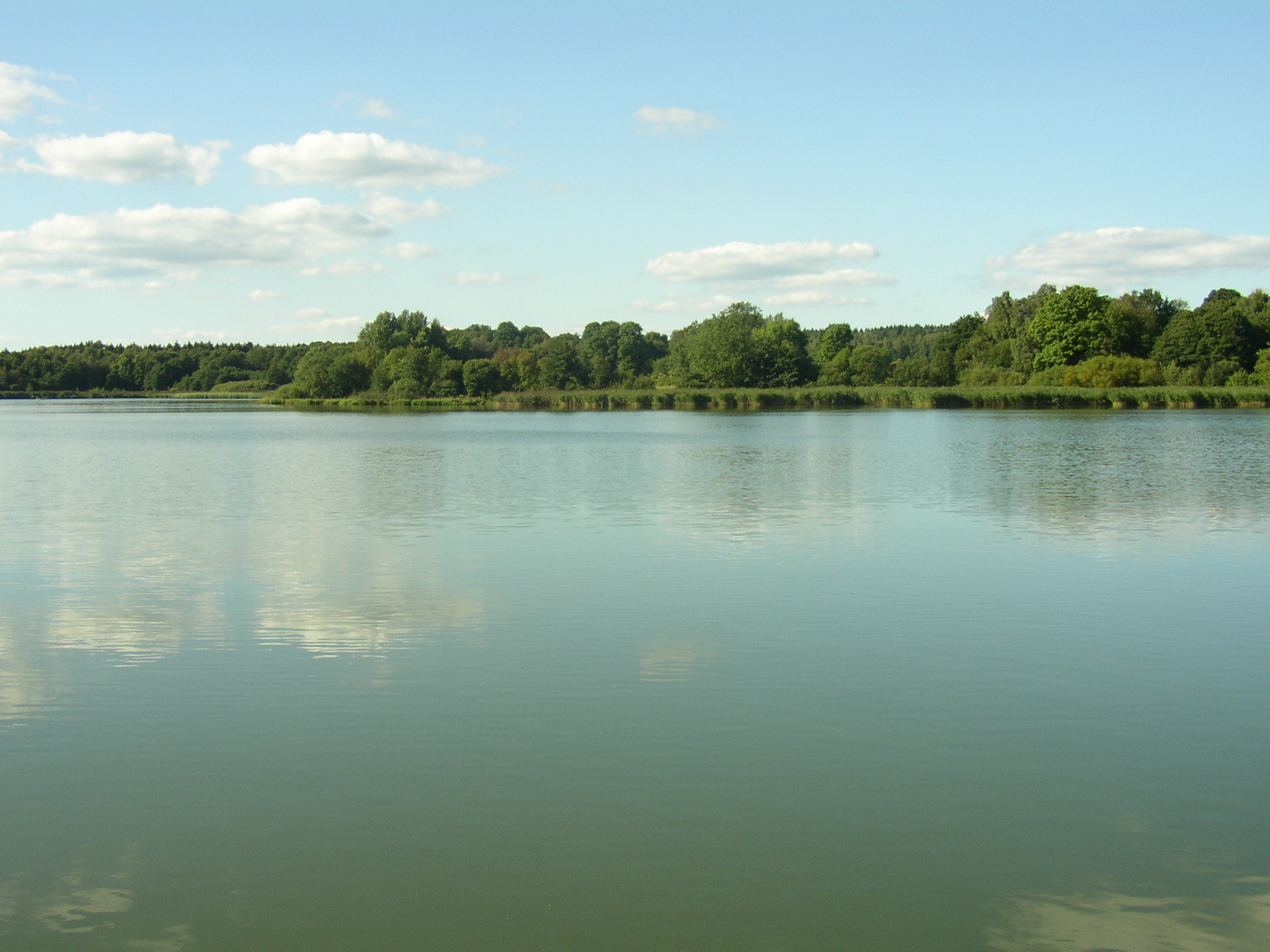
Velký rybník, pohled z hráze

Druhové složení zooplanktonu odpovídalo při průzkumu z roku 1995 mírně eutrofnímu až téměř mezotrofnímu stavu rybníka. Byla zde tehdy zjištěna výrazná převaha vířníků (Rotifera) a drobných vývojových stádií buchanek (Cyclopoida). Téměř úplná absence středního a velkého zooplanktonu už v červnovém odběru ukazovala v roce 1995 na poměrně velký vyžírací tlak rybí obsádky. Pro tuto úroveň úživnosti byla charakteristická i převaha síťového fytoplanktonu nad zooplanktonem.
Druhové složení zooplanktonu se při dalších průzkumech neukázalo jako příliš pestré, neboť v 8 vzorcích v průběhu 15 let bylo zjištěno jen 55 taxonů. Tento nízký počet souvisí s eutrofií až hypertrofií rybníka, kdy druhové spektrum je ochuzené oproti mezotrofii, a dále souvisí s malým zastoupením fytofilních druhů při zanedbatelném výskytu ponořených a plovoucích vodních rostlin. Složení zooplanktonu bylo v hodnoceném období podobné. Drobné průkaznější změny ve výskytu jednotlivých druhů naznačují mírný nárůst trofie, vymizení druhů Bipalpus hudsoni, Collotheca sp., Polyarthra remata, Trichocerca cylindrica, významnější zastoupení v letech 2007 až 2009 měly druhy Pompholyx sulcata, Trichocerca pusilla, Trichocerca similis, Acanthocyclops trajani, což je v souladu s chemickým složením vody v rybníce. Není vyloučeno, že v minulosti byla trofie rybníka ještě vyšší (60.–70. léta 20. století), čemuž nasvědčuje chemické složení vody. Zooplankton v rybníce má vcelku jezerní charakter, což je dáno tím, že rybník není vypouštěn a má relativně velkou průměrnou hloubku.
V přírodní rezervaci se vyskytuje vážka jasnoskvrnná (Leucorrhinia pectoralis). Z měkkýšů (Mollusca) zde bylo zjištěno pouze pět běžných vodních druhů.

#### Obojživelníci a plazi
V přírodní rezervaci se vyskytuje a rozmnožuje skokan ostronosý (Rana arvalis).

#### Ptáci

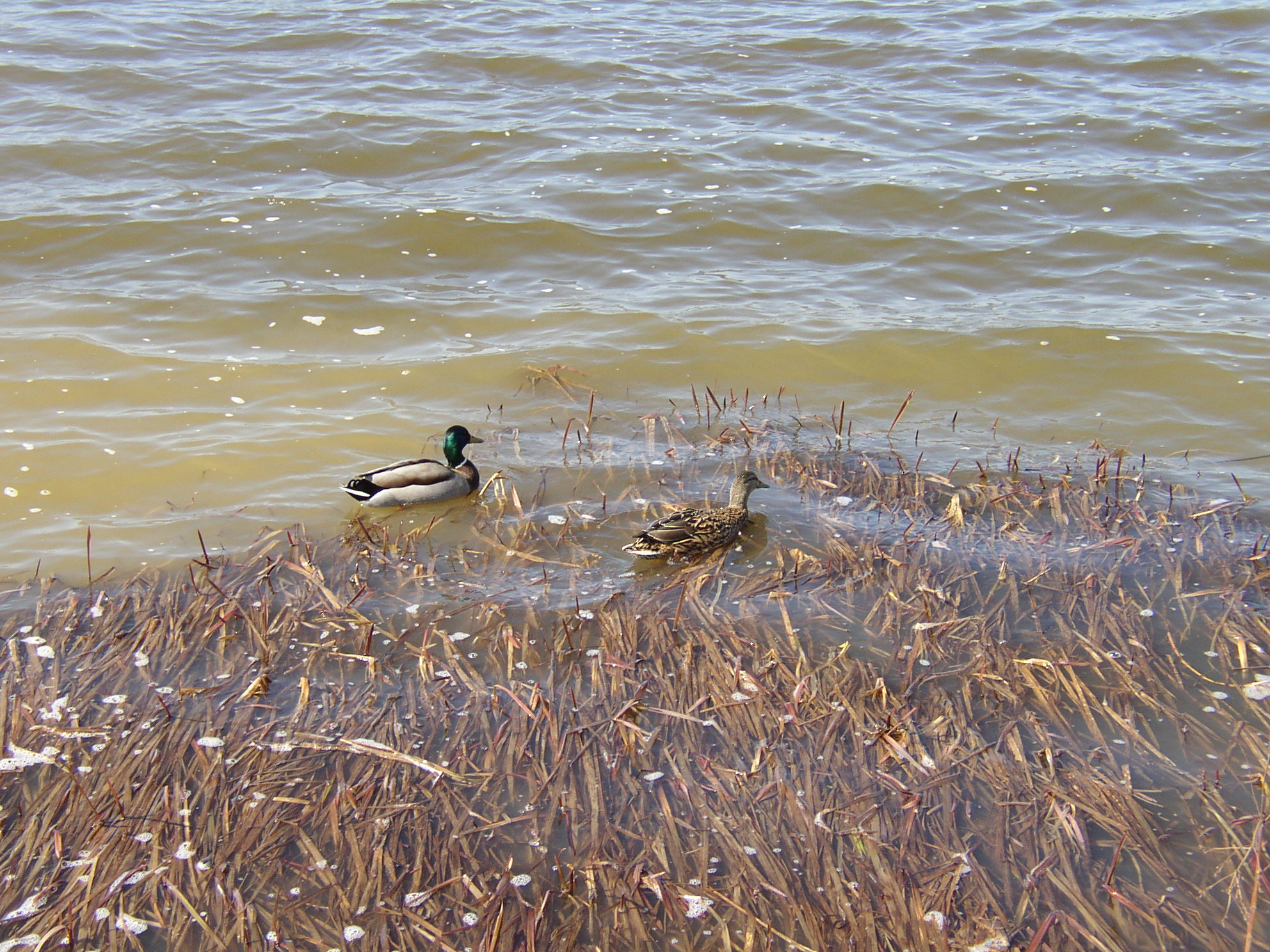
Kachna divoká – jeden z nejběžnějších ptáků Velkého rybníka

Rezervace je velmi významnou tahovou zastávkou a hnízdištěm ptactva nadregionálního významu. V lokalitě se uvádí výskyt téměř 200 ptačích druhů. Pravidelně zde hnízdí jeřáb popelavý (Grus grus) a orel mořský (Haliaeetus albicilla). Velký rybník byl také jedním z prvních novodobých hnízdišť, kde byla spatřena populace potápky rudokrké (Podiceps grisegena) v Čechách. Rozsáhlé porosty rákosu jsou hnízdištěm cvrčilky slavíkové (Locustella luscinioides), chřástala vodního (Rallus aquaticus) a nepravidelně zde také hnízdí bukač velký (Botaurus stellaris) či rákosník velký (Acrocephalus arundinaceus). V rezervaci lze spatřit i moudivláčka lužního (Remiz pendulinus) a na vlhkých loukách se vyskytuje linduška luční (Anthus pratensis), bramborníček hnědý (Saxicola rubetra), bekasina otavní (Gallinago gallinago) nebo hýl rudý (Carpodacus erythrinus).
Na tahu můžeme kromě jiných druhů spatřit i husu velkou (Anser anser), ojediněle také husu běločelou (A. albifrons), zrzohlávku rudozobou (Netta rufina), vodouše šedého (Tringa nebularia), rybáka černého (Chlidonias niger), sokola stěhovavého (Falco peregrinus), slavíka modráčka (Luscinia svecica) a orlovce říčního (Pandion haliaetus).
Přírodní rezervace je bohatá na zástupce aviofauny. Při pozorování dne 9. června 2009 byly zaznamenány ptačí druhy: kachna divoká (Anas platyrhynchos), moták pochop (Circus aeruginosus), káně lesní (Buteo buteo), racek chechtavý (Larus ridibundus), skřivan polní (Alauda arvensis), jiřička obecná (Delichon urbica), linduška luční (Anthus pratensis), konipas bílý (Motacilla alba), drozd kvíčala (Turdus pilaris), drozd brávník (Turdus viscivorus), rákosník obecný (Acrocephalus scirpaceus), rákosník zpěvný (Acrocephalus palustris), rákosník proužkovaný (Acrocephalus schoenobaenus), pěnice černohlavá (Sylvia atricapilla), pěnice slavíková (Sylvia borin), budníček větší (Phylloscopus trochilus), vrána černá (Corvus corone), pěnkava obecná (Fringilla coelebs), zvonek zelený (Carduelis chloris), strnad obecný (Emberiza citrinella) a strnad rákosní (Emberiza schoeniclus).

#### Ryby

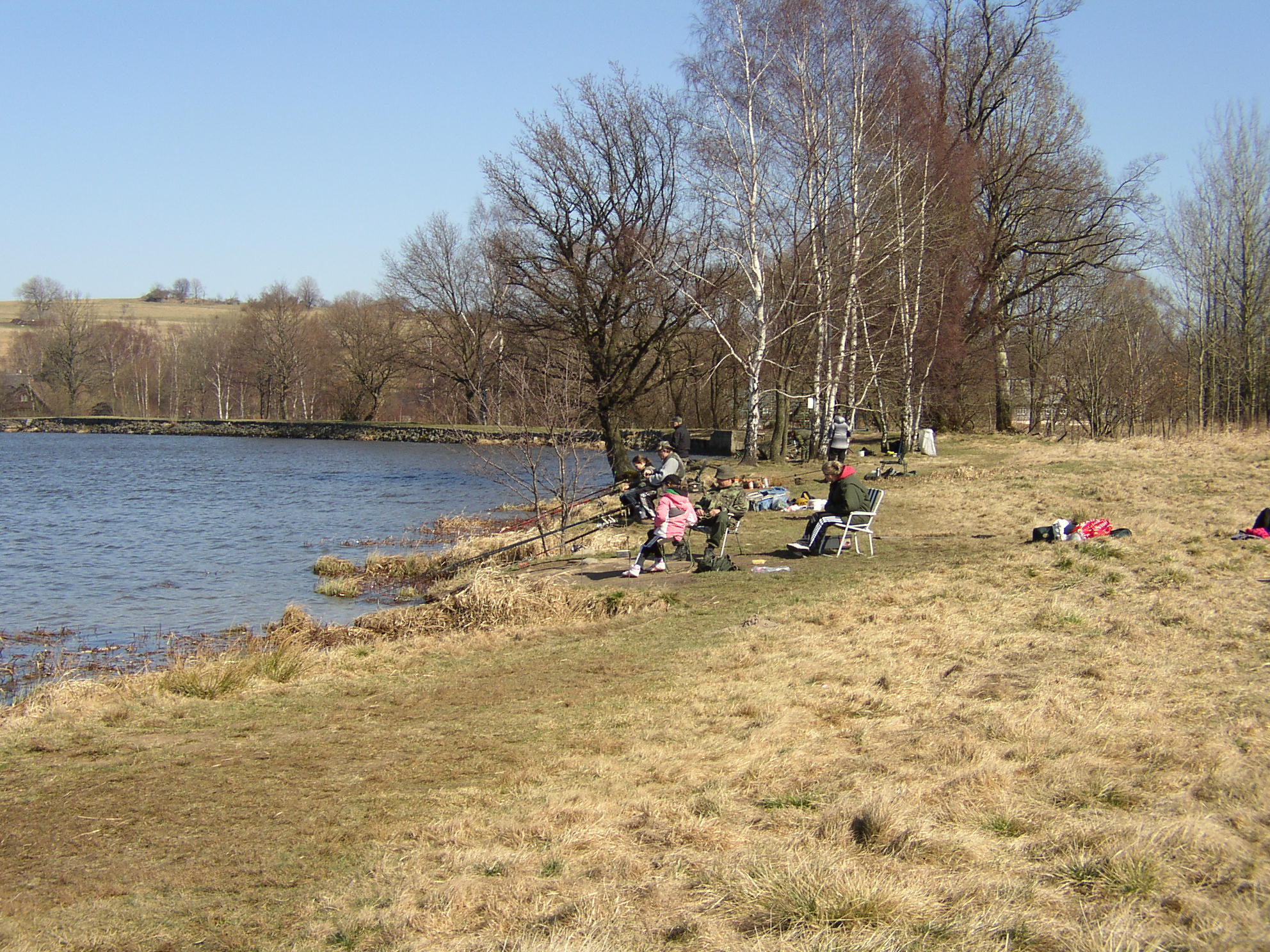
Rybáři na břehu Velkého rybníka

Hlavní lovenou rybou v rybníce je kapr. V roce 2005 bylo do rybníka vysazeno 3941 kusů kapra a 1500 kusů lína. Vyloveno bylo 3230 kusů kapra, 226 kusů línů, 865 cejnů, 102 okounů, 178 kusů dravých ryb a 94 kusů ryb ostatních druhů. Štika, candát a úhoř byli vysazováni do rybníka nepravidelně a evidováni jen v počtu několika kusů. Roční zarybňovací povinnost stanovil Ústecký kraj s platností od roku 2009 v množství 4000 kusů tříletého kapra, 2000 kusů tříletého lína, 500 kusů roční štiky a 2000 kusů ročního candáta.

#### Savci
V přírodní rezervaci jsou vlhké louky vhodným biotopem pro myšici temnopásou (Apodemus agrarius) a myšku drobnou (Micromis minutus). Pravidelně se zde vyskytuje také vydra říční (Lutra lutra).

## Ochrana

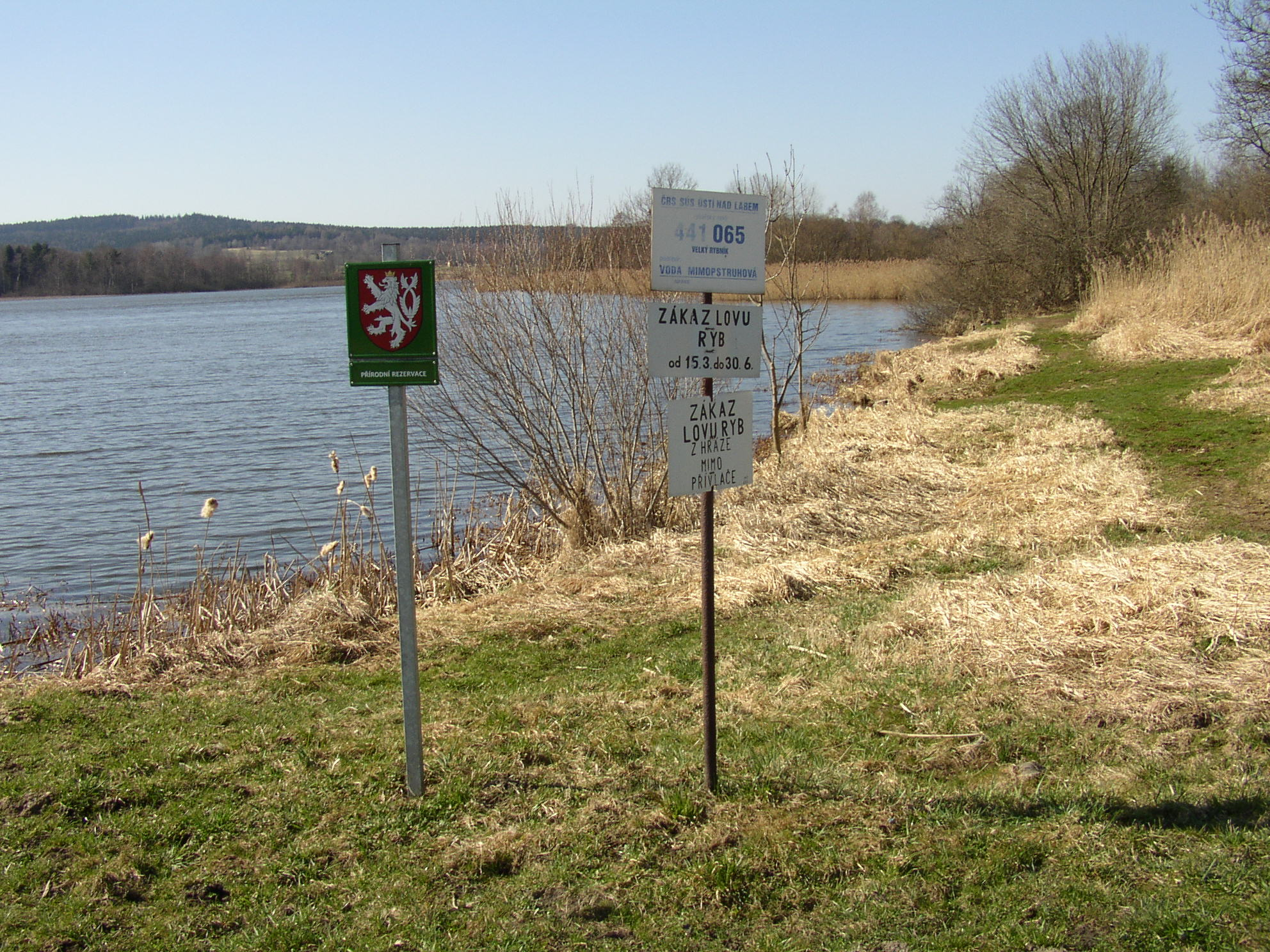
Cedule přírodní rezervace o zákazu rybolovu na břehu Velkého rybníka

Předmětem ochrany v přírodní rezervaci je vodní plocha a na ni navazující litorální porosty rákosu, dále vlhké, zrašelinělé a podmáčené louky s ohroženými a vzácnými druhy rostlin a živočichů, mokřadní olšina i keřovité porosty vrb. Rezervace je velmi významnou tahovou zastávkou tažných ptáků a hnízdištěm nadregionálního významu.
Je skoro jisté, že samotné snížení množství vysazovaného kapra nebude mít vliv na významné zvýšení průhlednosti vody kvůli vysoké trofii Velkého rybníka. Navíc anaerobní sediment brání úspěšnému klíčení semen ponořené a plovoucí makrovegetace. Odstraněním zvodnělé vrstvy černého a živinami bohatého sedimentu by se koncentrace celkového fosforu ve vodním sloupci mohla snížit pod 0,1 mg/l.

## Turistika
Přírodní rezervace se nachází severně od železniční tratě Rybniště–Varnsdorf mezi stanicemi Rybniště a Horní Podluží. Trať ji lemuje z jižní strany. Rybník je využíván ke sportovnímu rybolovu. Loví se z hráze a břehů v její blízkosti. K rybníku nevede žádná značená turistická cesta či cyklostezka. Autem je rybník přístupný z Horního Podluží, resp. z osady Ladečka.
Velký rybník je největší vodní plochou v okrese Děčín a v minulosti se objevovaly tlaky na jeho komerční využívání k rekreačním účelům. Nicméně nestálost počasí, problémy s kvalitou vody a ochranný režim rezervace neumožnily širší podnikatelské využití rybníka.